# Радойчич, Милан
Милан Радойчич (серб. Милан Радоичић; 26 октября 1970) — югославский и сербский футболист.

## Биография
Выступал в клубе «Звездара». Далее играл за клуб Второй лиги «Восток» «Раднички» Пирот, откуда в 1998 году перешёл в клуб Второй лиги «Запад» «Железничар» Лайковац. В сезоне 1999/00 выступал за «Милиционар», в составе которого за 34 матча в чемпионате, забил 11 голов. После чего одним данным играл в клубе «Раднички». В начале 2001 года был заявлен за российский «Торпедо-ЗИЛ» Москва. В чемпионате России дебютировал 10 марта в домашнем матче 1-го тура против «Анжи», выйдя на 56-й минуте на замену Владимиру Лебедю. В том сезоне провёл 8 матчей, забил 2 мяча. Дальнейшая судьба игрока неизвестна.